# Illa de la Juventud
Illa de la Juventud (fins a 1978 Illa de Pinos) és la segona illa més gran de Cuba. Ocupa una superfície de 3.056 km² i està a 100 km de l’illa més gran de Cuba. L’illa es troba gairebé directament al sud de l'Havana. És tractada com un municipi especial, i no forma part de cap província cubana. És administrada directament pel govern central cubà.
És l’illa més gran de les 350 illes de l’arxipèlag dels Canarreos. Té una població estimada d'unes 100.000 persones. La capital i ciutat amb més habitants és Nueva Gerona, al nord, i la segona és Santa Fe, a l’interior. Les altres poblacions són Columbia, Mac Kinley, Santa Bárbara, Cuchilla Alta, Punta del Este, Sierra de Caballos i Sierra de Casas.

## Història
L’illa ja era habitada en temps precolombins i va ser descoberta per Cristòfor Colom en el seu tercer viatge el 1494. Li va posar el nom de La Evangelista. Més tard, rebria el nom de Isla de Cotorras i Isla de Tesoros.
En la literatura anglesa és l’illa en què s'inspirà Robert Louis Stevenson per a l’Illa del Tresor i James Matthew Barrie per a Peter Pan.
Després de la guerra hispanoamericana de 1898 o “Guerra de Cuba” l’illa de la Juventud no es va mencionar en el tractat de pau on es definien les fronteres de Cuba, i fins al 1925 no es va signar un tractat entre ambdós països on es reconeixia la sobirania de Cuba sobre l’illa.

## Geografia i economia
Gran part de l’illa és coberta de boscos de pins, cosa que justifica el nom antic de l’illa i que fa que tingui una important indústria de la fusta. En l’agricultura hi destaquen els cítrics. El seu clima és tropical, però amb molta freqüència d’huracans. Hi ha molt de turisme. Abans de l'expropiació de l’any 1960 gran part de l’illa era propietat dels estatunidencs.

## Presó model

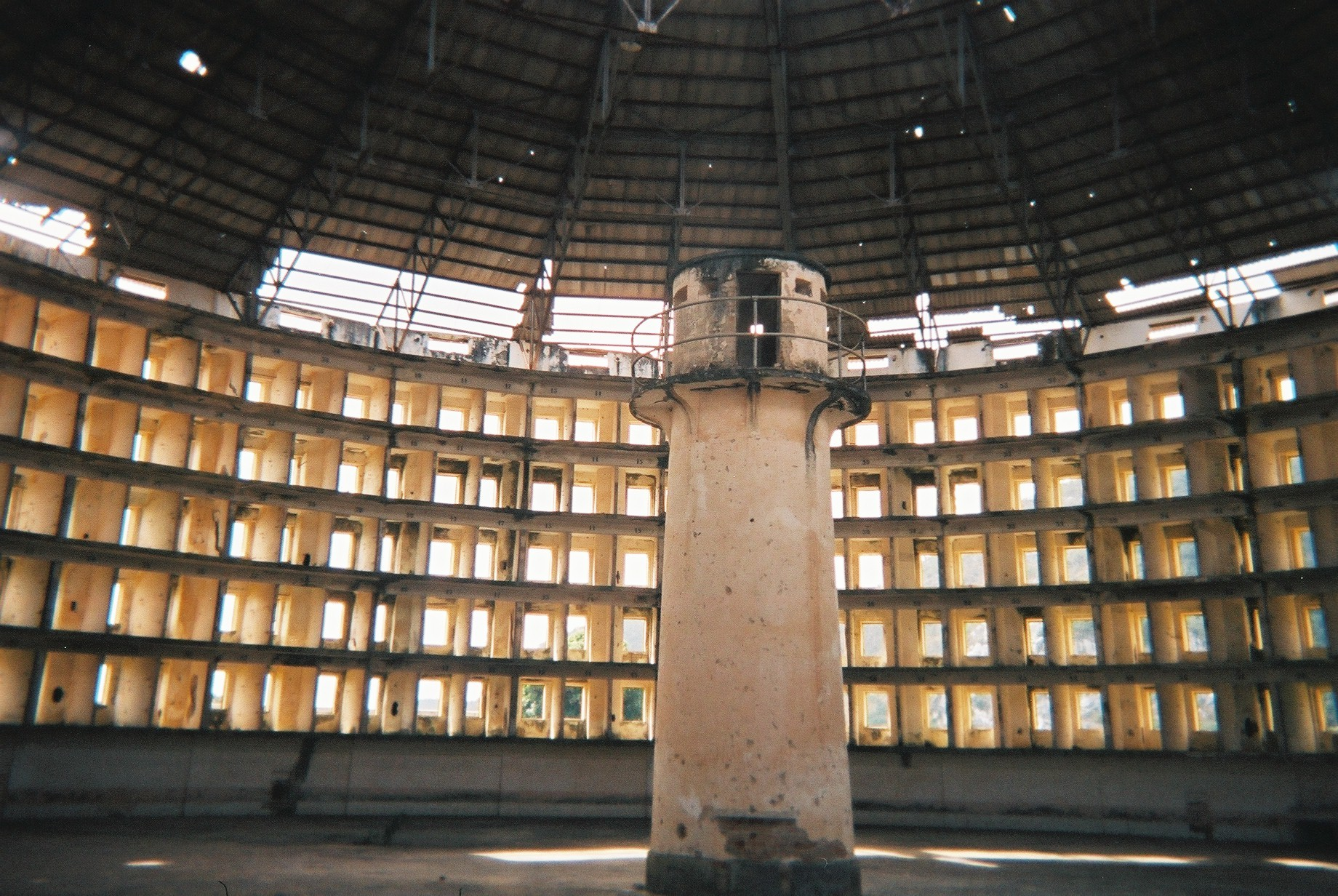
Presidio Modelo, feta sota la dictadura de Gerardo Machado

De 1953 a 1955, Fidel Castro va estar empresonat a la presó model de l’illa sota el règim de Fulgencio Batista, després que Castro fracassés en l’assalt al quarter de Moncada. Després de la revolució cubana aquesta mateixa presó va servir per als contrarevolucionaris.
Actualment està tancada, convertida en un museu. Com a presó ha estat substituïda per altres presons.